# قیام ملت‌ها: تخت‌ها و میهن‌پرستان
«ظهور ملل: تخت و میهن‌پرستان» (انگلیسی: Rise of Nations: Thrones and Patriots) یک بازی ویدئویی در سبک راهبرد بی‌درنگ است که توسط استودیو مایکروسافت و در سال ۲۰۰۴ منتشر شد. «ظهور ملل: تخت و میهن‌پرستان» در پلت‌فرم مایکروسافت ویندوز منتشر شده‌است.

## گیم پلی
سیستم جنگی و پیشرفت تمدن‌ها
بازیکنان می‌توانند انواع واحدهای نظامی را در طول تاریخ کنترل کنند:
- واحدهای زمینی: از منجنیق سنگ (سینجرها) تا تانک‌های مدرن
- واحدهای دریایی: کشتی‌های جنگی و ناوهای هواپیمابر
- واحدهای هوایی: جنگنده‌ها و موشک‌های هسته‌ای
- واحدهای خاص: فیل‌های جنگی ایرانی
پیشرفت در بازی از طریق:
- جاسوسی
- استراتژی سیاسی
- رقابت تکنولوژیکی
- رشد جمعیت
امکان‌پذیر است.
تمدن‌های جدید
شش تمدن جدید به بازی اضافه شده است:
1. هلند (قدرت اروپایی)
2. آمریکایی‌ها (تمدن استعماری)
3. لاکوتا (سرخپوستان آمریکایی)
4. ایراکووا (سرخپوستان آمریکایی)
5. هندی‌ها
6. ایرانیان
معابد جدید قابل ساخت:
- باغ‌های معلق بابل
- شهر ممنوعه
- قلعه سرخ
ویژگی‌های منحصر به فرد تمدن‌ها
مثال: تمدن لاکوتا
- نمی‌توانند مزرعه بسازند
- منابع غذایی ثابت برای هر شهروند
- امکان ساخت ساختمان در هر منطقه غیردشمن
- بازپرداخت کامل منابع هنگام تخریب ساختمان‌ها
- دریافت منابع هنگام نابودی منابع دشمن
کمپین‌های جدید
چهار کمپین "تسخیر جهان" اضافه شده است:
1. اسکندر مقدونی:
   - انتخاب بین نابودی یا ادغام سرزمین‌های فتح شده
   - تصمیمات بر واکنش دشمنان تأثیر می‌گذارد
2. ناپلئون:
   - فتح اروپا در زمان محدود
   - استفاده از دیپلماسی، اتحاد و رشوه‌دهی با زمین
   - تصمیمات اشتباه می‌تواند به تبعید ناپلئون منجر شود
3. دنیای جدید:
   - انتخاب بین آمریکایی‌ها، قدرت اروپایی یا قبایل سرخپوست
   - سیستم مالیات برای آمریکایی‌ها تا زمان استقلال
   - محیط‌های منطقه‌ای (مثلاً جنگل‌های شمال غرب اقیانوس آرام)
4. جنگ سرد:
   - انتخاب بین ایالات متحده یا اتحاد جماهیر شوروی
   - امکان شلیک موشک‌های هسته‌ای در نقشه اصلی
   - مأموریت‌های جاسوسی
سیستم حکومت‌ها
پس از ساخت ساختمان سنا، بازیکن می‌تواند انتخاب کند:
1. استبداد یا جمهوری (عصر قدیم)
2. سلطنت یا دموکراسی (عصر باروت)
3. سرمایه‌داری یا سوسیالیسم (عصر صنعتی)
هر حکومت:
- امتیازات مخصوص به خود دارد
- "پاتریوت" مخصوص تولید می‌کند (نسخه پیشرفته ژنرال)
- فقط یک پاتریوت همزمان قابل استفاده است
حالت چندنفره
- امکان بازی تا ۸ نفر
- گزینه‌های قابل تنظیم گسترده
- امکان استفاده از اسکریپت‌های سفارشی
- سرورهای گیم‌اسپای تا دسامبر ۲۰۱۲ فعال بودند
نکته برجسته: این نسخه ترکیبی منحصر به فرد از استراتژی نوبتی (در کمپین‌ها) و استراتژی بلادرنگ (در نبردها) ارائه می‌دهد.